# Acrotomodes cretinotata
Acrotomodes cretinotata es una especie de polilla perteneciente a la familia Geometridae, descrita por primera vez por el lepidopterólogo francés Paul Dognin en 1902 y se puede encontrar distribuidas en Bolivia.

## Descripción
Es una polilla pequeña, con una envergadura de 26 milímetros (1 plg). La cabeza, tórax y abdomen son grises, la cara es algo más marrón.